# Prova de broncoprovocação
Uma prova de broncoprovocação é um exame médico destinado a auxiliar o diagnóstico de asma, no qual o paciente inspira metacolina ou histamina nebulizadas. A metacolina provoca broncoconstrição (estreitamento da saias respiratórias) que pode depois ser medida por espirometria, enquanto a histamina provoca a secreção de muco. As pessoas com hipersensibilidade das vias respiratórias, como os asmáticos, reagem a quantidades menores dos fármacos.